# Dahlia TV

Logo de Dahlia TV

Dahlia TV, est une chaîne de télévision italienne.
Elle diffuse ses programmes pour la première fois le 7 mars 2009 et cesse d'émettre le 25 février 2011.